# 수가바라 카툰

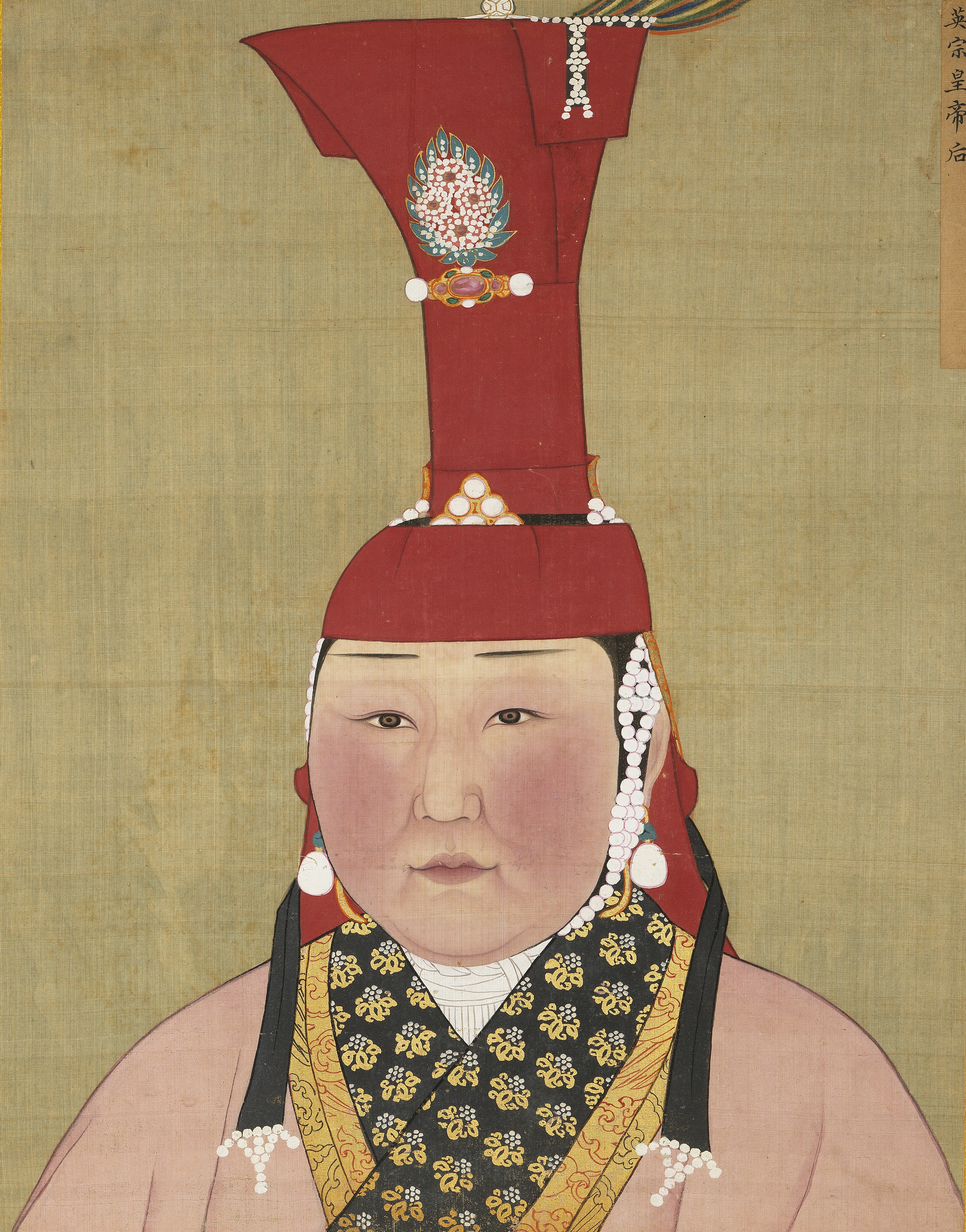
영종황제후(英宗皇帝后)

수가바라 또는수가발라(速哥八剌, 속가팔랄, ？ ~ 1327년 6월)는 원 영종의 황후(재위:1321년 ~ 1323년)였다. 성(姓)은 이키레스씨(亦乞烈氏 혹은 亦乞列思氏)로, 모친은 원 성종의 딸 창국대장공주(昌國大長公主)이다. 지치 원년(1321년), 그녀는 영종의 황후가 되었다. 원 진종의 제2정궁 이린진바라 황후와 자매간이다.

## 생애
아버지는 이키레스부 출신 부마(駙馬) 창왕 아시(昌王阿失)이고, 어머니는 성종 테무르의 딸 창국대장공주 이리카리아(昌國大長公主 益裏海牙)이다. 아버지 아시는 진왕 카말라를 따라, 몽골고원에서 카이두, 두아 등을 상대로 교전하는데 참전했다. 남편 성종의 형 다르마발라의 손자인 시데발라 게겐 카안과는 서로 외 6촌이자, 내종 6촌간이 된다. 원 진종의 제2정궁으로 1325년 티베트 불교의 승려로 출가한 이린진바라 황후는 그의 자매간이다. 1321년 12월 영종의 황후로 책봉되었다.
영종은 개혁의 걸림돌인 수원황태후(壽元皇太后)와 우승상(右丞相) 테무데르(鐵木失兒)파(派)를 숙청하기 위해 무칼리(木華黎)의 후예인 바이주(拜住)를 좌승상(左丞相)으로 기용, 하지만 지나친 숙청과 급진적 한북(漢化)정책의 추진은 몽고 왕공(王公)들의 불만을 샀다. 이로 인해 그해(1323년) 영종과 바이주는 상도의 여름궁에서 대도의 겨울궁으로 이동하던 도중 남파(南坡)에 머무르던 도중 테무데르파(派)의 수장이자 어사대부(御史大夫)인 테그시(鐵失)에게 살해당했다.(남파의 변, 1323년) 이 사건으로 인해 수가발라는 황후 자리를 잃었다. 그 후 그녀는 4년 후인 태정 4년(1327년) 6월에 죽었다. 원 태정제는 그녀에게 장정의성황후(莊靜懿聖皇后)라는 시호를 내렸다.
| 전임 라드나시리 | 원나라의 황후 1321년 ~ 1323년 | 후임 바부칸 |